# Jaguar XJ
O XJ é um sedan de luxo de porte médio da Jaguar.
O XJ possui faróis e luzes LED traseiras e também conta com o sistema InControl Touch Pro por padrão.